# It's Hard
《It's Hard》는 영국의 록 밴드 더 후의 열 번째 스튜디오 음반이다. 1982년 9월 4일에 발매된 이 음반은 2002년에 사망한 존 엔트위슬이 마지막으로 참여한 음반이다. 이 음반은 드러머 케니 존스와 함께한 후 스튜디오의 두 번째이자 마지막 음반이며, 미국의 워너 브라더스 레코드]에서 발매된 마지막 음반이기도 하다. 이 곡은 영국의 폴리도르 레코드와 워너 브라더스에서 11위로 정점을 찍었다. 이 음반은 빌보드 200 차트에서 8위로 정점을 찍었다. 이 음반과 《Face Dances》에 대한 미국 권리는 나중에 밴드에 귀속되었고, 밴드는 이후 MCA 레코드(나중에 워너 브라더스에 의해 한때 배포되었던 게펀 레코드)에 재발행 허가를 받았다. 이 음반은 1982년 11월 미국 음반 산업 협회에 의해 골드 인증을 받았다. 그것은 2006년 《Endless Wire》까지 20년이 넘는 기간 동안 그들의 마지막 음반이었다.

## 커버 아트
그레이엄 휴즈가 디자인하고 찍은 음반 커버에는 아타리 《스페이스 듀얼》 아케이드 게임을 하는 어린 소년의 모습이 그려져 있다. 이것은 음반 《Tommy》에 수록된 〈Pinball Wizard〉의 현대적 업데이트로 의도되었다.

## 배경
음반의 첫 번째 트랙인 〈Athena〉는 빌보드 핫 100 차트에서 28위로 정점을 찍었다. 〈Dangerous〉, 〈It's Your Turn〉, 〈One at a Time〉은 엔트위슬이 작곡했지만, 그는 〈One a Time〉에서 리드 보컬만 불렀고, 나머지 두 명은 로저 돌트리가 리드 보컬을 맡았다.
1997년, MCA 레코드는 〈Athena〉와 〈Eminence Front〉의 오리지널 믹스에서 명백한 문제점을 수정하면서 여러 곡의 새로운 믹스를 포함한 음반을 재발매했다.
1994년, 돌트리는 "《It's Hard》는 절대 발매되지 말았어야 했다"며, 또한 음반 발매에 대해 피트 타운젠드와 말다툼을 했다고 말했다. 그는 음반 회사가 그들이 새로운 음반을 만들고, 그 후 음반 투어를 하기를 원했고, 그래서 많은 방법으로 그들은 그것을 발매할 수 밖에 없었다고 말했다. 1985년 인터뷰에서 타운젠드는 "《Face Dances》와 《It's Hard》는 그들이 음반을 만들고 싶은지 아닌지에 대해 매우 확신하지 못하는 밴드에 의해 만들어졌으며, 저는 그것이 끔찍한 의심이라고 생각합니다"라고 말했다.
리드 보컬의 로저 돌트리가 피처링한 〈Emcolence Front〉와 리드 보컬의 피트 타운젠드가 피처링한 〈One Life's Enough〉의 얼터너티브 테이크가 존재한다.
〈I've Know No War〉는 1979년 《Quadrophenia》 영화 버전의 〈I've Had Enough〉의 오케스트라 편곡을 특징으로 한다.

## 평가
| 전문가 평가                       | 전문가 평가 |
| 평가 점수                         | 평가 점수   |
| 출처                              | 점수        |
| --------------------------------- | ----------- |
| AllMusic                          | [ 4 ]       |
| Robert Christgau                  | C           |
| The Encyclopedia of Popular Music | [ 6 ]       |
| MusicHound                        | 1/5         |
| Rolling Stone                     | [ 8 ]       |
| The Rolling Stone Album Guide     | [ 9 ]       |

1982년 발매에 대한 비판적인 리뷰는 양극화되었다. 《롤링 스톤》의 파키 퍼터보는 이 잡지의 최고 평점 (별 5개)을 주면서 "1971년 음반 《Who's Next》 이후 가장 중요하고 일관성 있는 음반"이라고 평했다. 퍼터보는 또 노래 〈I've Know No War〉가 "10년 전 〈Won't Get Fooled Again〉이 그랬던 것처럼 우리 세대의 국가가 될 수 있는 노래"라고 선언했다. 반면에 로버트 크리스트가우는 타운젠드의 음악적 사상과 그의 "북클럽 시"의 "모순"과 "운영적인 허세"를 냉소적으로 비판했다. 올뮤직의 스티븐 토마스 얼와인은 이 음반을 "기억에 남는 멜로디와 에너지가 거의 없는" "별난 최종 노력"이라고 평가했다.

## 곡 목록
모든 곡들은 특별한 언급이 없는 한 피트 타운젠드에 의해 작사/작곡하였다.
| #  | 제목               | 작사·작곡   | 재생 시간 |
| -- | ------------------ | ----------- | --------- |
| 1. | 〈Athena〉         |             | 3:46      |
| 2. | 〈It's Your Turn〉 | 존 엔트위슬 | 3:39      |
| 3. | 〈Cooks County〉   |             | 3:46      |
| 4. | 〈It's Hard〉      |             | 3:39      |
| 5. | 〈Dangerous〉      | 엔트위슬    | 3:17      |
| 6. | 〈Eminence Front〉 |             | 5:37      |

| #  | 제목                        | 작사·작곡 | 재생 시간 |
| -- | --------------------------- | --------- | --------- |
| 1. | 〈I've Known No War〉       |           | 5:46      |
| 2. | 〈One Life's Enough〉       |           | 2:22      |
| 3. | 〈One at a Time〉           | 엔트위슬  | 2:55      |
| 4. | 〈Why Did I Fall for That〉 |           | 3:21      |
| 5. | 〈A Man Is a Man〉          |           | 3:54      |
| 6. | 〈Cry If You Want〉         |           | 4:34      |

## 인증
| 국가                       | 인증 | 판매량/출하량 |
| -------------------------- | ---- | ------------- |
| 캐나다 (뮤직 캐나다)       | 골드 | 50,000^       |
| 미국 (RIAA)                | 골드 | 500,000^      |
| ^출하량을 기반으로 한 인증 |      |               |